# Мюррей, Билли
Билли Мюррей (англ. Billy Murray; родился 25 мая 1877 года, Филадельфия, Пенсильвания, США — умер 17 августа 1954 года, Нью-Йорк, Нью-Йорк, США) — американский певец, один из самых популярных певцов в Соединённых Штатах в первые десятилетия XX века.
Музыкальный сайт AllMusic кратко характеризует Мюррея как «популярного и плодовитого артиста звукозаписи самого начала XX века, репертуар которого включал романтические баллады, комические песни, регтайм, патриотические песни и песни из мюзиклов». Как пишет на сайте автор биографии певца, Билли Мюррей был самым успешным записывающимся артистом акустической эры звукозаписи, которая растянулась от прямо перед рубежом XX века до середины 1920-х годов.

## Дискография
- См. «Billy Murray (singer) § Partial song discography» в английском разделе.